# 마크 비두카
마크 앤서니 비두카(영어: Mark Anthony Viduka, 1975년 10월 9일~)는 오스트레일리아의 전 축구 선수로, 현역 시절 포지션은 스트라이커다. 그의 혈통은 크로아티아계와 우크라이나계이다. 단단한 체격과 공을 끈질기게 잡고 있는 면모 등으로 유명하다.

## 클럽 경력

### 멜버른 나이츠
1993년 비두카는 오스트레일리아의 멜버른 나이츠에서 그의 축구 경력을 시작했다. 멜버른 나이츠는 그의 혈통인 크로아티아 이민자들이 오스트레일리아에서 만든 축구 클럽이기도 하다. 다음 해 6월 국가대표팀에 발탁되었다. 그 두 시즌 동안 오스트레일리아 내셔널 축구 리그에서 득점왕을 차지하였으며, 내셔널 축구 리그의 올해의 선수 상인 조니 웨런 메달을 두 차례 획득했다.. 비두카의 멜버른 나이츠에서의 활약은 NSL 타이틀 시즌인 1994-1995년 시즌을 포함한다.

### GNK 디나모 자그레브
1995년 크로아티아의 명문 클럽 GNK 디나모 자그레브로 이적한다. 이 팀에서 3년간 지냈고 UEFA 컵에 진출하기도 했다. 한편, 멜버른 나이츠 FC의 홈 경기장의 그랜드스탠드(grandstand) 하나가 비두카를 기념하여 비두카의 이름을 따 마크 비두카 스탠드(Mark Viduka Stand)라는 이름이 붙게 된 것도 이 때이다.

### 셀틱 FC
셀틱 FC가 1998년 12월에 그를 이적료 350만 파운드에 영입하였다. 셀틱 FC와 계약을 체결한 그 달, 스트레스를 받고 있던 비두카는 공 한 번 차보지도 않고 클럽을 무단으로 이탈했다. 1주일 뒤 GNK 디나모 자그레브는 이적료를 못 받았다고 불평했다. 1999년 2월 16일 처음으로 비두카가 셀틱 FC의 유니폼을 입고 경기에 뛰자 이 문제가 사그러든다. 그는 어느 21세 이하 팀에 속해 뛴 경기에서 이 팀이 머더웰 팀을 4-2로 이기는 데 공헌했다. 셀틱 FC에서 내내 뛴 첫 해 동안 그는 27득점을 기록하며 스코틀랜드 프리미어 리그 올해의 선수로 뽑혔다. 그는 기술이 있는 축구 선수로 꼽혔으며, 특히 공을 가지고 놀면서 다른 선수가 덤벼들게 하는 기술이 뛰어났다.

### 리즈 유나이티드 FC
비두카는 당시 2000-01년 시즌을 앞두고 데이비드 오러리가 감독을 맡은 리즈 유나이티드 FC와 6백만 파운드에 계약을 했다. (당시 감독은 데이비드 오러리(David O'Leary)였다.) 이 팀에서 그는 해리 큐얼과 마이클 브리지스와 함께 공격의 삼각편대를 이룰 것으로 기대되었으나, 해리 큐얼과 마이클 브리지스의 부상이 겹치는 바람에, 마크 비두카는 UEFA 챔피언스 리그에서 앨런 스미스와 쌍포를 이루었으며, 프리미어리그에서는 로비 킨과 함께 뛰었다. 엘런드 로드(리즈 유나이티드의 경기장)에서의 그의 첫 시즌에서 비두카는 22 골을 기록했다. 2001년 여름 경 5년 계약을 체결하였다.
2002-03년 시즌 동안 비두카는 22골을 기록하였다. 하지만 리즈 유나이티드 구단이 경영난을 겪자, 리즈 유나이티드는 해리 큐얼, 로비 킨 등의 주요 선수들을 팔기 시작했다. FC 바르셀로나가 오스트레일리아 축구 국가대표 선수를 영입하려고 하는데, 그 대상이 비두카라는 소문이 났다. 또한 리버풀 FC라든지 맨체스터 유나이티드 FC 등 프리미어 리그 구단들이 그를 노리고 있다는 소문이 자자했다.
리즈 유나이티드가 챔피언십 리그으로 강등되자, 비두카는 미들즈브러 FC에 이적했다.

### 미들즈브러 FC
미들즈브러 FC에서의 데뷔 시즌 초기, 비두카의 플레이는 인상적이었으나, 그는 곧 부상을 당했다. 하지만 2005-06년 시즌에는 시즌 초반 미들즈브러가 두 배의 승점을 얻는 데 공헌하였다. 또한 UEFA 컵에서, 팀이 한 경기에서 4골씩이나 넣는 경기를 기록하며 미들즈브러 FC가 승승장구하는 데 중요한 역할을 해냈다. 2006년 5월 10일 UEFA 컵 결승에서 스페인의 세비야 FC에 지고 말았다.
미들즈브러가 2006-07년 시즌을 끝으로 비두카와의 계약 만료를 앞두고, 2006년 8월 미들즈브러 FC의 감독 개러스 사우스게이트는 비두카를 계속 데리고 싶다고 의견을 피력하였다. 미들즈브러 FC에서 그는 등번호 9번을 부여받았는데, 이것은 그가 가장 좋아하는 등번호이기도 하였으며, 이전 선수 지미 플로이드 해슬바잉크의 등번호를 물려받은 것이기도 하였다. 19골을 기록한 다음 시즌을 지낸 후, 비두카는 다른 클럽들의 관심을 받기 시작한다. 그 시즌을 마친 후 비두카는 계약이 만료되었고, 그는 이적료 없이 아무 팀과 계약을 할 수 있는 상태였다.
개러스 사우스게이트 감독은 비두카가 미들즈브러와 재계약하는 것을 원한다고 밝혔으나, 2007년 6월 7일 비두카는 영국 북동부의 라이벌 팀인 뉴캐슬 유나이티드 FC와 이적 계약을 체결하였다. 이에 대해 대부분의 미들즈브러 FC 팬들은 리버사이드 스타디움에서 보여줬던 그의 플레이 비중과 그의 직업 윤리까지 문제삼으며 그를 비난하였다.

### 뉴캐슬 유나이티드 FC

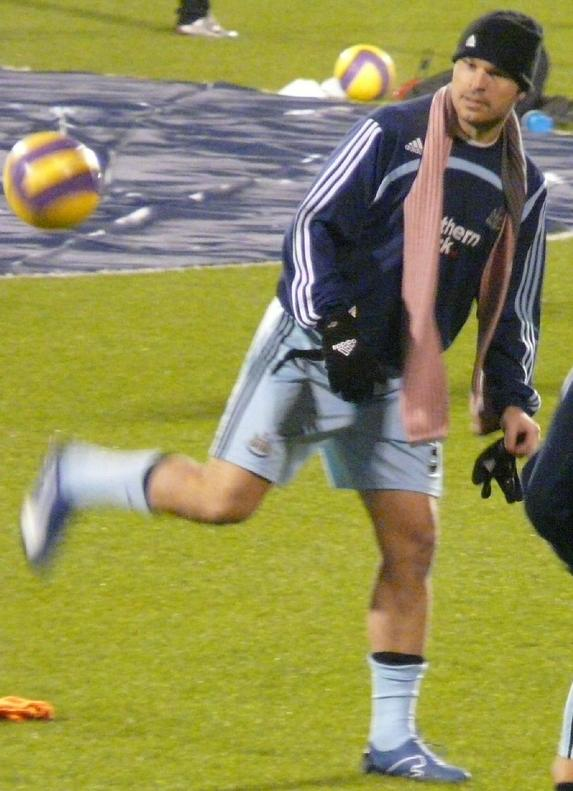
2007년 뉴캐슬 유나이티드에서의 마크 비두카

2007년 8월 11일, 마크 비두카는 볼턴 원더러스 FC와의 경기에서 뉴캐슬 유나이티드 팀 멤버로서 첫 출장을 기록하였다.
뉴캐슬 유나이티드에서도 비두카의 득점은 계속되었다. 2007년 8월 26일 친정팀이었던 미들즈브러와의 경기에서 첫 골을 뽑아냈다. 2007년 9월 23일 웨스트 햄 유나이티드와의 경기에서 무려 두 골을 뽑아내 팀이 승리하는 데 보탬이 되었다.
하지만 긴 부상으로 인하여 많은 경기에 뛰지 못하였고, 뉴캐슬이 챔피언십리그로 강등된 이후 2009년 7월 뉴캐슬 유나이티드 FC에서 방출당하였다. 방출 후 자국 리그 복귀설이 있었으나, 현역에서 은퇴했다.

## 국가대표팀 경력
비두카는 2005년 9월부터 오스트레일리아 축구 국가대표팀의 주장을 맡기 시작했다. 부상을 당한 주장 크레이그 무어의 뒤를 이은 자리이다. 비두카는 거스 히딩크가 오스트레일리아 축구 국가대표팀을 맡았을 때, 그의 밑에서 국가 대표팀 멤버로 활약하였다. 오스트레일리아 국가대표팀이 우루과이와의 2 번의 경기 끝에 2006년 FIFA 월드컵 본선에 오르는 데 기여를 하였는데, 오스트레일리아 축구 국가대표팀으로서는 32년만의 월드컵 본선 진출이었다. 2006년 5월 21일, 비두카는 월드컵을 앞두고 오스트레일리아 국가대표팀 주장으로 임명되었다.
2006년 6월, 월드컵 본선에서 오스트레일리아 대표팀은 일본 대표팀을 3–1로 이겼다. 브라질을 맞이해서는 0-2로 졌다. 크로아티아와는 2-2로 비겼다. 오스트레일리아는 극적으로 16강에 진출하였다. 16강전에서는 이탈리아에게 졌다.
마크 비두카는 2006년 월드컵 후 국가대표팀에서 은퇴하는 것을 심사숙고하였다. 가족과 함께 시간을 보내야겠다는 것이 주요 핑계였다. 하지만 2006년 9월에 2007년 AFC 아시안컵까지 국가대표로 뛸 것이라고 확언하였다. 2007년 AFC 아시안컵을 1주일 남겨두고 열린 싱가포르 축구 국가대표팀과의 친선 경기에서, 비두카는 2개의 헤더 멀티골을 기록했다. 이 경기에서 오스트레일리아는 3-0으로 이겼다. 해리 큐얼이 3번째 골을 기록했다. 그가 2번째로 국가 대표팀 경기에서 두 골을 넣은 경기로 기록됐다. 이전 기록은 솔로몬 제도와의 2005년 경기였다.
2006년 오스트레일리아가 AFC에 가입한 후 아시안컵에 첫 출전한 오스트레일리아 축구 국가대표팀의 멤버로서, 비두카는 주장으로서 열심히 뛰며 한 골을 기록했으나, 팀은 이라크에게 3-1로 지고 말았다. 공동 개최국 태국과의 경기에서는, 오스트레일리아가 4-0으로 이겼다. 이 경기에서 비두카가 2골, 마이클 비첨가 1골, 해리 큐얼이 1골을 기록했다. 이 경기를 끝으로 태국은 아시안 컵에서 탈락하였다. 8강전에서 일본에게 승부차기 끝에 지고 말았다.
경기에서 지고 말자, 비두카가 계속 국가대표팀에서 뛰어도 좋은지에 대한 의문이 제기되었다. 2007년 AFC 아시안컵 이후 오스트레일리아 국가대표팀 감독이 된 베어백 감독이 그의 대표팀 복귀를 설득했으나, 거부했다.

## 생애
비두카와 그의 부인 이바나 비두카(Ivana)는 그 사이에 아들 둘을 두고 있다. 조세프 비두카(2002년~), 루카스 비두카(2006년 9월~)이 그 둘이다.
잉글랜드 출신의 가수/작곡가 및 미들즈브러 팬인 알리스테어 그리핀은 비두카를 위해 곡을 하나 작곡하였다. (그는 테리 베너블스에 의해 녹음된 축구 노래를 한 곡 작곡한 바 있다.) 레너드 코언의 할렐루야에 곡조에 맞추어 가사가 붙여졌다.
비두카는 루카 모드리치와는 6촌 관계이다. 비두카의 아버지와 모드리치의 어머니가 4촌 관계이다.